# Гагік II (князь Кавказької Албанії)
Гагік або Какік II (*д/н —770) — верховний князь (шар) Кавказької Албанії у 740—770 роках. Низка дослідників не розглядає Гагіка I як рівноцінного правителя Вардану II, тому рахує Гагіка II як Гагіка I.

## Життєпис
Походив з династії Міхранідів. Син Нарсе, верховного князя Албанії. після смерті батька у 740 році стає верховним князем, проте це було суто номінально. Гагік II фактично був князем області Гардман.
Продовжив політику попередника, спрямовано на союз з Хозарським каганатом, головним супротвиником Арабського халіфату на Східному Кавказі. У 750-х роках брав участь у боротьбі проти Дербентського емірату (частину халіфату), скориставшись боротьбою між Омейдами та Аббасидами. На деякий час відновив владу над Кавказькою Албанією.
У 760-х роках намагався боротися проти Якуба ас-Суламі, намісника Східного Закавказзя, але марно. У 766 році знову підтримав наступ хозарів проти халіфату. Зрештою загинув або помер під час спроби відбити черговий наступ арабських військ, Йому спадкував син Степанос I.